# Sierra de la Vaca
La Sierra de la Vaca es una cordillera situada en el municipio español de Queralbs, en la comarca del Ripollés, en las estribaciones de la frontera con Francia. Con una elevación máxima de 2.649 m, la sierra de la Vaca es una de las más altas del Pirineo gerundense. Otras cimas próximas son los picos de Puigmal (2909 m), Infierno (2896 m) y Noufonts (2864 m).